# Lophuromys aquilus
Lophuromys aquilus és un rosegador del gènere Lophuromys que viu a l'Africa central: des de la República Democràtica del Congo, Uganda i Kenya, passant per Ruanda, Burundi i Tanzània, fins al nord-est d'Angola, el nord de Zàmbia, Malawi i el nord-est de Moçambic. Aquesta espècie pertany al subgènere Lophuromys. La seva llargada corporal és d'entre 112 i 144 mm, la llargada de la cua d'entre 46 i 69 mm, la llargada de les potes posteriors d'entre 18 i 21 mm, la llargada de les orelles d'entre 13 i 18 mm i el pes d'entre 36 i 62 grams en els exemplars d'Uganda.